# BCG vakcína
Vakcína Bacillus Calmette–Guérin (BCG) je vakcína primárně používaná proti tuberkulóze (TB). Je pojmenována po svých vynálezcích Albertovi Calmette a Camille Guérin. V zemích, kde je častá tuberkulóza nebo lepra, se doporučuje jedna dávka u zdravých dětí co nejdříve po narození. V oblastech, kde tuberkulóza není běžná, jsou obvykle očkovány pouze děti s vysokým rizikem onemocnění. K případům podezření na tuberkulózu je přistupováno individuálně skrze testy a případnou následnou léčbu. Dospělí, kteří nemají tuberkulózu a nebyli dříve očkováni, ale jsou často vystavováni riziku nákazy, mohou být také očkováni. Vakcína BCG účinkuje také částečně proti vředu buruli a dalším netuberkulózním mykobakteriálním infekcím. Navíc se někdy používá jako součást léčby rakoviny močového měchýře.
Míra ochrany před tuberkulózou se velmi liší a ochrana může trvat až dvacet let. U dětí zabrání nakažení asi v 20 % případů. U nakažených pak chrání 50 % před větším rozvinutím onemocnění. Vakcína se aplikuje injekčně. Neexistuje žádný důkaz, že by mělo smysl podávat posilující dávky.
Závažné vedlejší účinky jsou vzácné. Často se v místě vpichu objeví zarudnutí, otok a mírná bolest. Po zahojení se může vytvořit malý vřídek s několika jizvami. Nežádoucí účinky jsou častější a potenciálně závažnější u pacientů se špatnou imunitní funkcí. Vakcína není považována za bezpečnou pro podání během těhotenství. Vakcína byla původně vyvinuta za použití bakterie Mycobacterium bovis, která se běžně vyskytuje u krav. Jedná se o oslabenou vakcínu.
BCG vakcína byla poprvé lékařsky použita v roce 1921. Je na seznamu základních léků Světové zdravotnické organizace. K roku 2004 se vakcína ročně podávala asi 100 milionům dětí na celém světě.

## Lékařské použití

### Tuberkulóza
Hlavním použitím BCG vakcíny je očkování proti tuberkulóze. BCG vakcínu lze podat nitrokožně ihned po narození. BCG vakcinace může někdy vést k falešně pozitivnímu. Ten však při aktivním onemocnění obvykle vykazuje velmi vysoké hodnoty.
Nejkontroverznější vlastností vakcíny BCG je její proměnlivá účinnost zjištěná v různých klinických studiích, která, jak se zdá, závisí na zeměpisné poloze. Testy provedené ve Spojeném království prokázaly trvalý ochranný účinek 60 až 80 %, ale ty provedené jinde neprokázaly žádný ochranný účinek. Zdá se tedy, že účinnost klesá, čím více se člověk blíží k rovníku.
Systematický přezkum z roku 1994 zjistil, že BCG vakcína snižuje riziko onemocnění tuberkulózou asi o 50 %. Existují rozdíly v účinnosti v závislosti na regionu v důsledku faktorů, jako jsou genetické rozdíly v populacích, změny prostředí, expozice jiným bakteriálním infekcím, podmínky v laboratoři, kde se vakcína kultivuje, včetně genetických rozdílů mezi kultivovanými kmeny. Dalším faktorem je výběr živné půdy.
Systematický přezkum a metaanalýza provedená v roce 2014 prokázala, že BCG vakcína snížila infekce tuberkulózy o 19–27 % a snížila míru přechodu do aktivní tuberkulózy o 71 %. Studie zahrnuté v tomto přezkumu byly omezeny na ty, které používaly test uvolnění interferonu gama.
Doba trvání ochrany vakcínou BCG není přesně známa. V těchto studiích prokazujících ochranný účinek jsou údaje nekonzistentní. Studie MRC ukázala, že ochrana klesla na 59 % po 15 letech a na nulu po 20 letech; nicméně studie zkoumající domorodé Američany očkované ve 30. letech 20. století nalezla důkazy o ochraně dokonce i 60 let po očkování, s jen nepatrným zeslábnutím účinnosti.
Zdá se, že BCG vakcína má největší účinek při prevenci miliární tuberkulózy nebo tuberkulózní meningitidy, takže je stále široce používána i v zemích, kde je její účinnost proti plicní tuberkulóze zanedbatelná.
100. výročí vakcíny BCG bylo v roce 2021. Zůstává jedinou licencovanou vakcínou proti tuberkulóze, která je stále pokračující pandemií. Eliminace tuberkulózy je cílem Světové zdravotnické organizace, i když k dosažení podstatného pokroku v této oblasti může být zapotřebí vývoj nových vakcín s vyšší účinností proti plicní tuberkulóze dospělých.

#### Účinnost
Byla zmíněna řada různých možných důvodů pro proměnlivou účinnost BCG vakcíny v různých zemích. Některé důvody byly vyvráceny a žádný nebyl prokázán a nedokáže tedy vysvětlit nedostatečnou účinnost jak v zemích s nízkým výskytem tuberkulózy (USA), tak v zemích s vysokým výskytem tuberkulózy (Indie). Důvody pro proměnlivou účinnost byly diskutovány v dokumentu Světové zdravotnické organizace (WHO) o BCG vakcíně.
1. Genetická variace u BCG kmenů: Genetická variace u použitých BCG kmenů může vysvětlit proměnlivou účinnost uváděnou v různých studiích.[17]
2. Genetické rozdíly lidí: Rozdíly v genetické výbavě různých populací mohou vysvětlit rozdíl v účinnosti. Birminghamská studie BCG vakcíny byla zveřejněna v roce 1988. Studie se sídlem v Birminghamu ve Spojeném království zkoumala děti narozené rodinám pocházejících z indického subkontinentu (kde byla dříve prokázána nulová účinnost vakcíny). Studie prokázala 64 % ochranný účinek, tedy velmi podobný jako u jiných britských studií. Tato studie tedy rozporuje hypotézu ohledně genetické variace populace.[18]
3. Narušování netuberkulózními mykobakteriemi: Vystavení mykobakteriím z okolního prostředí (zejména Mycobacterium avium, Mycobacterium marinum a Mycobacterium intracellulare) vede k nespecifické imunitní odpovědi proti mykobakteriím. Podávání BCG vakcíny někomu, kdo již má nespecifickou imunitní odpověď proti mykobakteriím, nezvýší již existující odpověď. BCG vakcína se proto nezdá být účinná, protože tato osoba již má určitou úroveň imunity a vakcína tuto imunitu nezvyšuje. Tento efekt se nazývá maskování, protože účinek vakcíny je maskován environmentálními mykobakteriemi. Klinické důkazy tohoto účinku byly nalezeny v sérii studií prováděných paralelně u dospívajících školních dětí ve Spojeném království a Malawi.[19] V této studii měly školní děti ve Spojeném království nízkou výchozí buněčnou imunitu vůči mykobakteriím, která byla zvýšena vakcínou BCG; naproti tomu školáci z Malawi měli vysokou výchozí buněčnou imunitu vůči mykobakteriím a tato imunita nebyla po podání vakcíny nijak významně zvýšena. Není známo, zda má tato přirozená imunitní odpověď ochranné účinky.[20] Alternativní vysvětlení navrhují studie na myších; imunita proti mykobakteriím zastavuje replikaci vakcíny BCG a zabraňuje tím ve vytváření imunitní odpovědi. Tento jev byl nazván jako blokující hypotéza.[21]
4. Narušení souběžnou parazitární infekcí: Podle jiné hypotézy současná infekce parazity mění imunitní odpověď na vakcínu BCG a kvůli tomu se stává vakcína méně účinnou. Pro účinnou imunitní odpověď na infekci tuberkulózou je vyžadována Th1 odpověď. Probíhající infekce různými parazity vytváří současně Th2 odpověď, která otupuje účinek BCG vakcíny.[22]

### Mykobakterie
BCG vakcína má ochranné účinky proti některým netuberkulózním mykobakteriím.
- Lepra: BCG vakcína má ochranný účinek proti lepře v rozmezí 20 až 80 %.[1]
- Vřed buruli : BCG vakcína může chránit před vředem buruli nebo oddálit jeho nástup.[1][23]

### Rakovina

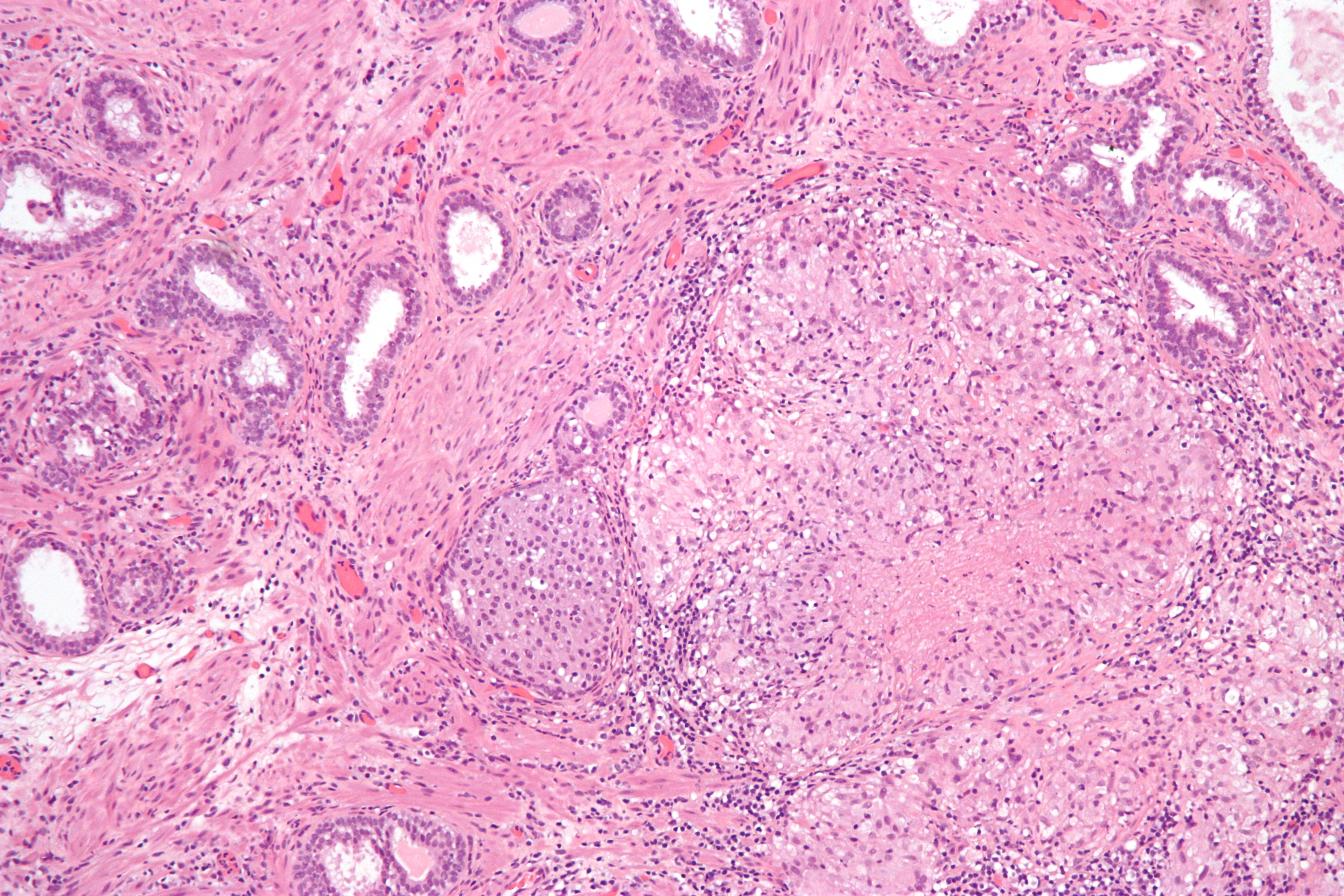
Mikrofotografie ukazující granulomatózní zánět tkáně hrdla močového měchýře v důsledku aplikace vakcíny Bacillus Calmette–Guérin používané k léčbě rakoviny močového měchýře, H&E skvrna

BCG vakcína je jednou z nejúspěšnějších imunoterapií. BCG vakcína je „standardem péče o pacienty s rakovinou močového měchýře (NMIBC)“ od roku 1977. Do roku 2014 bylo k léčbě neinvazivního karcinomu močového měchýře (NMIBC) používáno více než osm různých biosimilárních látek nebo kmenů.
- Řada vakcín proti rakovině používá BCG vakcínu jako přísadu k zajištění počáteční stimulace imunitního systému pacienta.
- BCG vakcína se používá při léčbě povrchových forem rakoviny močového měchýře. Od konce 70. let jsou k dispozici důkazy, že vštípení BCG do močového měchýře je účinnou formou imunoterapie u tohoto onemocnění.[26] Zatímco mechanismus je nejasný, zdá se, že proti nádoru je vyvolána lokální imunitní reakce. Imunoterapie s BCG zabraňuje recidivám povrchového karcinomu močového měchýře až v 67 % případů.
- BCG vakcína byla zkoumána v řadě studií za účelem léčby kolorektálního karcinomu.[27] Americká biotechnologická společnost Vaccinogen zkoumá BCG vakcínu jako přídavnou látku adjuvans k autologním nádorovým buňkám používaným ve vakcíně proti stádiu II rakoviny tlustého střeva.

## Způsob podání

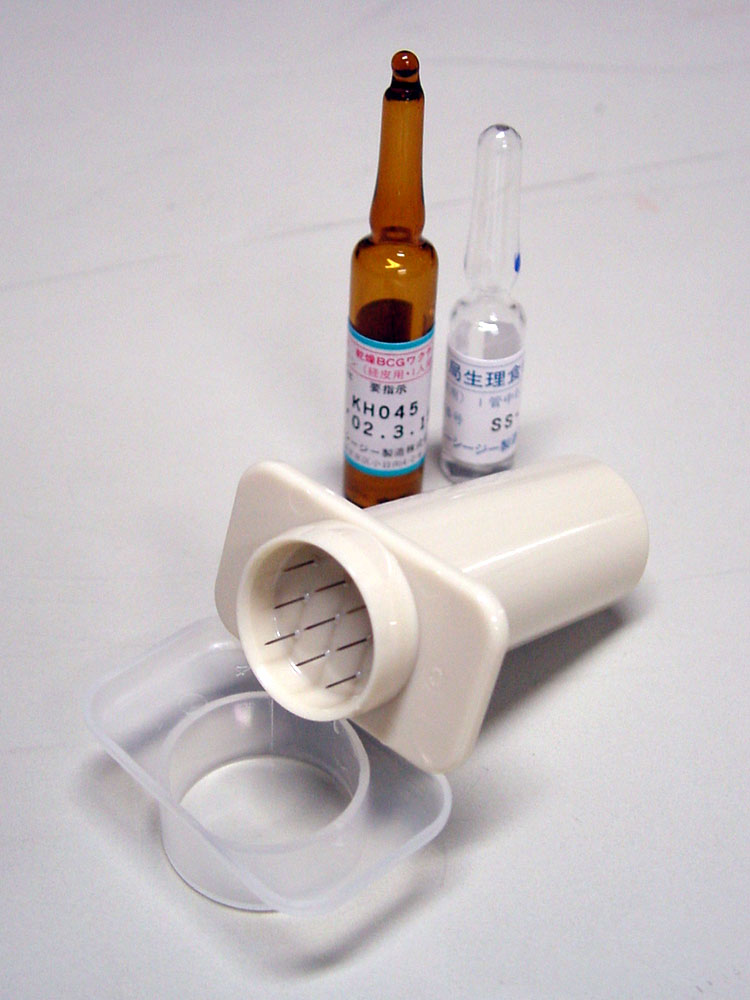
Přístroj (délka 4–5 cm, s 9 krátkými jehlami) používaný pro BCG vakcinaci v Japonsku s ampulemi BCG a fyziologickým roztokem

Před podáním BCG vakcíny se obvykle provádí tuberkulinový test. Reaktivní tuberkulinový kožní test je kontraindikací podání BCG vakcíny kvůli riziku závažného lokálního zánětu a zjizvení. BCG vakcína je také kontraindikována u některých lidí, kteří mají defekty IL-12 receptorové dráhy.
BCG vakcína se podává jako jediná nitrokožní injekce injekce do deltového svalu. Pokud je vakcína BCG omylem podána podkožně, může se vytvořit lokální absces ("BCG-oma"), který se může přeměnit i na vřed. V takovém případě je nezbytné zahájit okamžitou léčbu antibiotiky, jinak by se infekce mohla rozšířit a způsobit vážné poškození životně důležitých orgánů. Absces není vždy spojen s nesprávným podáním a je jednou z častějších komplikací, které se mohou při očkování vyskytnout. Byly provedeny četné lékařské studie o léčbě těchto abscesů antibiotiky s různými výsledky. Závěr je však takový, že správným postupem je analýza a odsátí hnisu. Za předpokladu, že nejsou přítomny žádné neobvyklé bacily, se pak absces obecně zahojí sám během několika týdnů.
Charakteristická vyvýšená jizva, kterou zanechává očkování BCG, se často používá jako důkaz předchozího očkování. Tuto jizvu je třeba odlišit od jizvy po očkování proti neštovicím, které se může podobat.
Při léčbě rakoviny močového měchýře se vakcína neaplikuje přes kůži, ale vkápne se do močového měchýře močovou trubicí pomocí měkkého katétru.

## Nežádoucí účinky
BCG vakcinace obecně vyvolává bolest a způsobuje zjizvení v místě injekce. Hlavní nežádoucí účinky jsou keloidy — velké, vystouplé jizvy. Nejčastěji se aplikuje vpichem do deltového svalu, protože míra lokálních komplikací je při použití tohoto místa nejmenší. Nicméně alternativním místem podávání jsou z kosmetických důvodů hýždě.
BCG vakcína by měla být podána nitrokožně. Pokud je podána podkožně, může vyvolat lokální infekci a rozšířit se do oblasti lymfatických uzlin, což způsobuje buď hnisavou nebo nehnisavou lymfadenitidu. Nehnisavá lymfadenitida se obvykle léčí pomocí konzervativní léčby. Pokud dojde k hnisání, může být potřeba provést aspiraci jehlou. U neřešícího hnisání může být následně nutné chirurgické vyříznutí. Důkazy ohledně léčby těchto komplikací jsou nedostatečné.
Méně často se mohou objevit abscesy prsu a hýžďového svalu v důsledku hematogenního (přenášeného krví) a lymfangiomatózního šíření. Regionální kostní infekce (BCG osteomyelitida nebo osteitida) a diseminovaná BCG infekce jsou vzácné komplikace očkování touto vakcínou, ale v případě výskytu těchto nežádoucích účinků může jít o život ohrožující komplikace. U závažných komplikací může být nápomocná systematická antituberkulózní léčba.
Při použití BCG vakcíny k léčbě karcinomu močového měchýře přeruší přibližně 2,9 % léčených pacientů imunoterapii kvůli genitourinární nebo systémové infekci související s podáním BCG. Zatímco symptomatická BCG infekce močového měchýře je častá, postižení jiných orgánů je velmi neobvyklé. Když dojde k plošnému postižení, játra a plíce jsou prvními postiženými orgány (1 týden [medián] po posledním vštípení BCG).
Pokud je BCG vakcína omylem podána pacientovi s oslabenou imunitou (např. kojenci s SCID), může způsobit rozšířenou až život ohrožující infekci. Zdokumentovaná pravděpodobnost výskytu tohoto jevu je méně než 1:1 000 000. V roce 2007 Světová zdravotnická organizace (WHO) přestala doporučovat BCG pro kojence s onemocněním HIV, i přes vysoké riziko expozice tuberkulóze, kvůli riziku rozšířené infekce, která se vyskytuje v přibližně 400 případech na 100 000 případů v kontextu se zvýšeným rizikem.

## Použití
Věk osoby a frekvence podávání BCG vakcíny se v jednotlivých zemích vždy lišily. Světová zdravotnická organizace (WHO) v současné době doporučuje dětskou vakcinaci pro všechny země s vysokým výskytem tuberkulózy a/nebo s vysokým výskytem lepry. Toto je částečný seznam minulých a současných praxí aplikace BCG vakcíny po celém světě. Existuje kompletní přehled minulé a současné praxe použití této vakcíny.

### Amerika
- Brazílie: Brazílie zavedla univerzální BCG vakcinaci v letech 1967–1968 a tato praxe pokračuje dodnes. Podle brazilského práva se BCG vakcína podává opakovaně odborníkům ve zdravotnictví a lidem, kteří jsou v blízkém kontaktu s pacienty s tuberkulózou nebo leprou.
- Kanada: Domorodé kanadské komunity v současnosti dostávají BCG vakcínu[40] a v provincii Quebec byla vakcína podávána dětem až do poloviny 70. let.[41]
- Většina zemí Střední a Jižní Ameriky používá univerzální BCG vakcinaci.[42]
- Spojené státy americké: USA nikdy nezavedly masové očkování BCG vakcínou kvůli vzácnému výskytu tuberkulózy v USA. Místo toho se spoléhají na detekci a léčbu latentní tuberkulózy.

### Evropa
| Země                | Povinná nyní | Povinná v minulosti | Roky, kdy byla povinná               |
| ------------------- | ------------ | ------------------- | ------------------------------------ |
| Rakousko            | Ne           | Ano                 | 1952–1990                            |
| Belgie              | Ne           | Ne                  |                                      |
| Bosna a Hercegovina | Ano          | Ano                 | 1950–nyní                            |
| Bulharsko           | Ano          | Ano                 | 1951–nyní                            |
| Chorvatsko          | Ano          | Ano                 | 1948–nyní                            |
| Česko               | Ne           | Ano                 | 1953–2010                            |
| Dánsko              | Ne           | Ano                 | 1946–1986                            |
| Estonsko            | Ano          | Ano                 | ?–nyní                               |
| Finsko              | Ne           | Ano                 | 1941–2006                            |
| Francie             | Ne           | Ano                 | 1950–2007                            |
| Německo             | Ne           | Ano                 | 1961–1998 (východní Německo od 1951) |
| Řecko               | Ne           | Ano                 | ?–2016                               |
| Maďarsko            | Ano          | Ano                 | 1953–nyní                            |
| Irsko               | Ne           | Ano                 | 50. léta–2015                        |
| Itálie              | Ne           | Ne                  |                                      |
| Lotyšsko            | Ano          | Ano                 | 40. léta–nyní                        |
| Litva               | Ano          | Ano                 | ?–nyní                               |
| Moldavsko           | Ano          | Ano                 | ?–nyní                               |
| Severní Makedonie   | Ano          | Ano                 | 1950–nyní                            |
| Norsko              | Ne           | Ano                 | 1947–1995, dobrovolná 1995-2009      |
| Polsko              | Ano          | Ano                 | 1955–nyní                            |
| Portugalsko         | Ne           | Ano                 | ?–2016                               |
| Rumunsko            | Ano          | Ano                 | 1928–nyní                            |
| Rusko               | Ano          | Ano                 | 1962–nyní                            |
| Srbsko              | Ano          | Ano                 | ?–nyní                               |
| Slovensko           | Ne           | Ano                 | 1953–2012                            |
| Slovinsko           | Ne           | Ano                 | 1947–2005                            |
| Španělsko           | Ne           | Ano                 | 1965–1981                            |
| Švédsko             | Ne           | Ano                 | 1940–1975                            |
| Švýcarsko           | Ne           | Ano                 | 60. léta–1987                        |
| Turecko             | Ano          | Ano                 | 1952–nyní                            |
| Ukrajina            | Ano          | Ano                 | ?–nyní                               |
| Spojené království  | Ne           | Ne                  |                                      |

### Asie
- Čína: Vakcína byla představena ve 30. letech 20. století. Rozšířenější se stala po roce 1949. Většina byla naočkována v roce 1979.[66]
- Jižní Korea, Singapur, Tchaj-wan a Malajsie. V těchto zemích byla BCG vakcína podávána při narození a poté znovu ve věku 12 let. V Malajsii a Singapuru od roku 2001 byla tato politika změněna na pouze jednu dávku při narození. Jižní Korea zastavila přeočkování v roce 2008.
- Hong Kong: BCG vakcína se podává všem novorozencům.[67]
- Japonsko: V Japonsku byla BCG vakcína představena v roce 1951, obvykle se podává ve věku 6 let. Od roku 2005 se podává mezi pěti a osmi měsíci po narození a nejpozději do prvních narozenin dítěte. Vakcína byla podávána nejpozději do čtvrtých narozenin do roku 2005 a nejpozději do šesti měsíců od narození v letech 2005 až 2012; schéma bylo změněno v roce 2012 kvůli hlášeným vedlejším účinkům vyvolávajícím osteitidu při očkování ve 3–4 měsících. Některé obce doporučují dřívější očkování.[68]
- Thajsko: V Thajsku se BCG vakcína běžně podává při narození.[69]
- Indie a Pákistán: Indie a Pákistán zavedly masovou vakcinaci pomocí BCG vakcíny v roce 1948. Byly to první země mimo Evropu, které tak učinily.[70] V roce 2015 v Pákistánu nebyla tato vakcína podána milionům kojenců, kvůli jejímu celosvětovému nedostatku.[71]
- Mongolsko: Všichni novorozenci jsou očkováni BCG vakcínou. Dříve se vakcína podávala také ve věku 8 a 15 let, i když to již není běžná praxe.
- Filipíny: BCG vakcína se začala na Filipínách podávat v roce 1979 na základě rozšířeného programu imunizace.
- Srí Lanka: Očkovací politika Srí Lanky zahrnuje BCG očkování všech novorozenců ihned po narození. BCG vakcinace se provádí v rámci rozšířeného programu imunizace (EPI).[72]

### Střední východ
- Izrael: BCG byl podáván všem novorozencům v letech 1955 až 1982.[73]
- Írán: Íránskou očkovací politikou byla vakcína zavedena v roce 1984. Očkování pomocí BCG vakcíny patří v Íránu mezi nejdůležitější postupy pomáhající s potlačováním výskytu tuberkulózy. Podle íránské novorozenecké očkovací politiky se BCG vakcína podává v jedné dávce dětem ve věku mladším 6 let, krátce po narození nebo při prvním kontaktu se zdravotnickým systémem.[74]

### Afrika
- Jižní Afrika: V Jižní Africe se BCG vakcína běžně podává při narození všem novorozencům, kromě těch s klinicky symptomatickým onemocněním AIDS. Místo očkování v pravém rameni.[75]
- Maroko: V Maroku byla BCG vakcinace představena v roce 1949. Současnou politikou je očkování pomocí BCG vakcíny při narození pro všechny novorozence.[76]

### Jižní Pacifik
- Austrálie: BCG vakcinace se používala mezi padesátými léty a polovinou roku 1980. Od poloviny roku 1980 není BCG vakcína součástí rutinního očkování.[77]
- Nový Zéland: BCG vakcinace byla poprvé zavedena pro 13leté v roce 1948. Očkování bylo zrušeno v letech 1963–1990.[39]

## Výroba
BCG vakcína se připravuje z kmene atenuovaného (se sníženou virulencí) živého bacilu bovinní tuberkulózy, Mycobacterium bovis, který ztratil svou schopnost způsobovat onemocnění u lidí. Protože se živé bacily vyvíjejí tak, aby co nejlépe využívaly dostupné živiny, hůře se přizpůsobují lidské krvi a po zavedení do lidského hostitele již nemohou vyvolat onemocnění. Přesto jsou dostatečně podobní svým původním předkům, aby poskytovali určitý stupeň imunity proti lidské tuberkulóze. Účinnost BCG vakcíny může být kdekoli mezi 0 a 80 % v prevenci tuberkulózy po dobu 15 let; zdá se však, že její ochranný účinek se liší podle geografické polohy a laboratoře, ve které byl vakcinační kmen pěstován.
Řada různých společností vyrábí BCG vakcínu. Každá z nich může používat lehce odlišné genetické kmeny bakterie. To může mít za následek odlišné vlastnosti produktu. Produkt OncoTICE, používaný pro vštípení látky do močového měchýře při rakovině močového měchýře, byl vyvinut společností Organon Laboratories (později převzata společností Schering-Plough a následně společností Merck & Co.). Stejný způsob aplikace používá produkt Onko BCG polské společnosti Biomed-Lublin, která používá brazilský podkmen M. bovis BCG Moreau, který je méně reaktogenní. Na rozdíl od vakcín, které používají jiné kmeny BCG. Produkt Pacis BCG, vyrobený z kmene Montreal (Institut Armand-Frappier), byl poprvé uveden na trh společností Urocor přibližně v roce 2002. Společnost Urocor byla následně převzata společností Dianon Systems. Statens Serum Institut v Dánsku prodává BCG vakcínu připravenou s použitím dánského kmene 1331. Japan BCG Laboratory prodává svou vakcínu založenou na podkmeni Tokyo 172 Pasteur BCG v 50 zemích světa.
Podle zprávy UNICEF zveřejněné v prosinci 2015 o zabezpečení dodávek vakcíny BCG vzrostla celosvětová poptávka v roce 2015 ze 123 na 152,2 milionů dávek. Aby se "zvýšila bezpečnost, diverzifikovali zdroje a došlo k zajištění cenově dostupné a flexibilní dodávky,“ udělil UNICEF sedmi novým výrobcům licence na výrobu BCG vakcín. Spolu s dostupností nabídky od stávajících výrobců a „novou předschválenou vakcínou WHO“ bude celková nabídka „dostatečná k pokrytí jak nenaplněné poptávky z roku 2015 přenesené do roku 2016, tak celkové předpokládané poptávky v letech 2016–2018“.

### Nedostatek zásob
V roce 2011 došlo k záplavě závodu Sanofi Pasteur, což způsobilo problémy s plísněmi. Zařízení, které se nachází v Torontu v Kanadě, vyrábělo BCG produkty s použitím podkmenu Connaught. Mezi tyto produkty patří vakcína proti tuberkulóze, ImmuCYST, BCG imunoterapeutikum a lék na rakovinu močového měchýře. Do dubna 2012 FDA zjistila desítky zdokumentovaných problémů týkající se nedostatečné hygieny v závodě, včetně plísní, hnízdících ptáků a zrezivělých elektrických vedení. Výsledné uzavření závodu na více než dva roky způsobilo nedostatek vakcín proti rakovině močového měchýře a tuberkulóze. Dne 29. října 2014 udělilo oddělení Health Canada společnosti Sanofi povolení k obnovení výroby BCG vakcín. Analýza globální nabídky z roku 2018 dospěla k závěru, že zásoby jsou dostatečné, aby pokryly předpokládanou poptávku po BCG vakcínách, ale rizika nedostatku přetrvávají, zejména kvůli 75 % závislosti zásobování WHO na pouhých dvou dodavatelích.

### Příprava
Oslabený kmen bacilu bovinní tuberkulózy Mycobacterium bovis je speciálně subkultivován v kultivačním médiu, k tomu se obvykle používá Middlebrook 7H9.

### Suchá forma
Některé BCG vakcíny jsou lyofilizovány a stává se z nich jemný prášek. Někdy je prášek uzavřen do vakuové skleněné ampule. Taková skleněná ampule se musí otevírat pomalu, aby se zabránilo rozfoukání prášku při otevření. Poté je třeba prášek před injekčním podání zředit fyziologickým roztokem.

## Dějiny

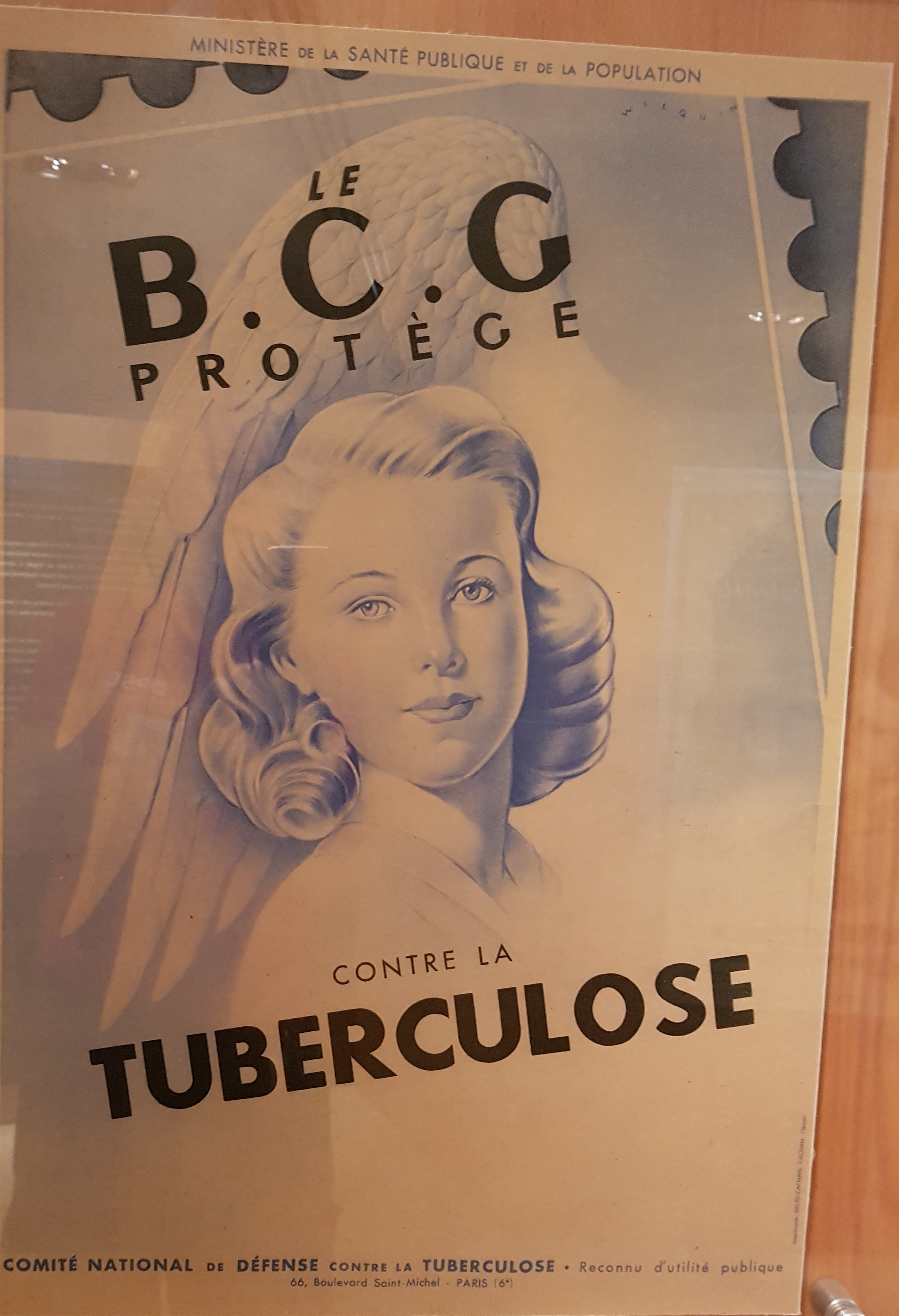
Francouzský plakát propagující BCG vakcínu

Historie BCG vakcíny je svázána s neštovicemi. V roce 1865 Jean Antoine Villemin prokázal, že lidé mohou infikovat králíky tuberkulózou; v roce 1868 zjistil, že králíci mohou být infikováni tuberkulózou od krav a také od jiných králíků. Došel tedy k závěru, že tuberkulóza byla přenášena prostřednictvím některého dosud neidentifikovaného mikroorganismu (nebo „viru“, jak to nazval). V roce 1882 považoval Robert Koch lidskou a hovězí tuberkulózu za identické. Ale v roce 1895 Theobald Smith předložil rozdíly mezi lidskou a hovězí tuberkulózou, o kterých informoval Kocha. V roce 1901 Koch rozlišil Mycobacterium bovis od Mycobacterium tuberculosis. Po úspěšně dokončené vakcíně proti neštovicím, zavedené během 18. století, se vědci domnívali, že se jim podaří odhalit podstatu vzniku tuberkulózy nakreslením paralely mezi tuberkulózou skotu a kravskými neštovicemi : byla vyslovena hypotéza, že infekce tuberkulózou skotu může chránit před infekcí lidskou tuberkulózou. Koncem 19. století byly v Itálii provedeny klinické studie s použitím M. bovis s katastrofálními výsledky, protože bylo zjištěno, že M. bovis je stejně nakažlivý jako M. tuberculosis.
Albert Calmette, francouzský lékař a bakteriolog, a jeho asistent a pozdější kolega Camille Guérin, veterinář, pracovali v roce 1908 v institutu se jménem Institut Pasteur de Lille (Lille, Francie). Jejich práce zahrnovala subkultivaci virulentních kmenů bacilů tuberkulózy a testování různých kultivačních médií. Všimli si, že směs glycerinu, žluči a brambor vypěstovala bacily, které se zdály méně nakažlivé, a upravili směr svého výzkumu za účelem zjištění, zda opakovaná subkultivace vytvoří kmen, který je dostatečně oslabený, aby jej bylo možné použít jako vakcínu. Kmen BCG byl izolován po 239násobné subkultivaci během 13 let z virulentního kmene na glycerinovém bramborovém médiu. Výzkum pokračoval během první světové války až do roku 1919, kdy tyto následně avirulentní bacily nebyly schopny způsobit tuberkulózu u zkoumaných zvířat. V roce 1919 přešli Calmette a Guerin do pařížského Pasteurova institutu. BCG vakcína byla poprvé použita u lidí v roce 1921.
Přijetí od veřejnosti bylo pomalé a zvláště jedna událost toto přijímání hodně narušila. V létě 1930 bylo v Lübecku v prvních 10 dnech života očkováno 240 kojenců; téměř u všech se vyvinula tuberkulóza a 72 z nich zemřelo. Následně bylo zjištěno, že tehdy podávaná BCG vakcína byla kontaminována virulentním kmenem, který byl skladován ve stejném inkubátoru. Toto vedlo k právním krokům proti výrobcům vakcíny.
Dr. R. G. Ferguson, pracující v Sanatoriu Fort Qu'Appelle v Saskatchewanu, patřil mezi průkopníky v prosazování očkování proti tuberkulóze. V Kanadě bylo v letech 1933 až 1945 nedobrovolně využito více než 600 dětí z internátních škol jako účastníků studií BCG vakcíny. V roce 1928 byla BCG vakcína přijata Zdravotním výborem Společnosti národů (předchůdce Světové zdravotnické organizace (WHO)). Kvůli odporu se však vakcína začala široce používat až po druhé světové válce. Od roku 1945 do roku 1948 naočkovaly humanitární organizace (International Tuberculosis Campaign nebo Joint Enterprises) přes osm milionů dětí ve východní Evropě a zabránily předpovídanému velkému nárůstu případů tuberkulózy po válce.
BCG vakcína je velmi účinná proti tuberkulózní meningitidě u dětí, ale její účinnost proti plicní tuberkulóze se zdá být nestálá. Od roku 2006 pouze několik zemí nepoužívá BCG vakcínu při rutinním očkování. Dvě země, které jej nikdy rutinně nepoužívaly, jsou Spojené státy americké a Nizozemsko (v obou zemích se má za to, že mít spolehlivý tuberkulinový test, a tedy umět přesně detekovat aktivní onemocnění, je pro společnost přínosnější než očkování proti onemocnění, které je tam nyní poměrně vzácně).
Dalšími názvy této vakcíny jsou „vakcína Vaccin Bilié de Calmette et Guérin“ a „vakcína Bacille de Calmette et Guérin“.

## Výzkum
Existují předběžné důkazy o nespecifickém příznivém účinku BCG vakcinace na celkovou úmrtnost v zemích s nízkými příjmy a také o redukci jiných zdravotních problémů včetně sepse a respiračních infekcí, pokud je vakcína podána včas. Její přínos je tím větší, čím dříve se použije.
U makaků rhesus vykazuje BCG vakcína při nitrožilním podání zvětšenou míru ochrany. Některá rizika musí být vyhodnocena předtím, než dojde k přenesení těchto poznatků na člověka.

### Diabetes 1. typu
K roku 2017 byla BCG vakcína v raných fázích klinických studií ohledně jejího použití v léčbě nemoci diabetes 1. typu.

### Covid-19
Použití BCG vakcíny může poskytnout ochranu proti nemoci covid-19. Epidemiologická pozorování jsou však v tomto ohledu nejednoznačná. WHO nedoporučuje, k lednu 2021, její použití k prevenci této nemoci.
K lednu 2021 existovalo dvacet studií BCG vakcíny a covidu-19 v různých klinických fázích.